# Гоборов Валерій Григорович
Валерій Григорович Гоборов (20 січня 1966, Херсон — 7 вересня 1989, Москва, СРСР) — український радянський баскетболіст, олімпійський чемпіон.
Виступав за київський СКА (1983—1985), з 1985 року — за московський ЦСКА.
Золоту олімпійську медаль він виборов на сеульській Олімпіаді в 1988 році, виступаючи за збірну СРСР.